# 比丘尼相応
「比丘尼相応」（びくにそうおう、巴: Bhikkhunī-saṃyutta, ビックニー・サンユッタ）とは、パーリ仏典経蔵相応部に収録されている第5相応。

## 構成
全10経から成る。
1. Āḷavikā-sutta
2. Somā-sutta
3. Kisāgotamī-sutta
4. Vijayā-sutta
5. Uppalavaṇṇā-sutta
6. Cālā-sutta
7. Upacālā-sutta
8. Sīsupacālā-sutta
9. Selā-sutta
10. Vajirā-sutta

## ヴァジラー経
ヴァジラー経は無我問答とも呼ばれる。
ある時、阿羅漢ヴァジラー尼比丘の中に、以下のような思いが起こった。

Kenāyaṃ pakato satto kuvaṃ2 sattassa kārako,
Kuvaṃ satto samuppanno kuvaṃ satto nirujjhatīti.

「衆生は何者によって作られたのか、衆生の作者はどこにいるのか、
どのような状況で衆生は発生し、どのような状況で衆生は滅するのか。」

ヴァジラー尼比丘はこれをマーラ（悪魔）と断じ、以下の詩句をもって退散させた。

Kinnu sattoti paccesi māradiṭṭhigatannu te,
Suddhasaṅkhārapuñjoyaṃ nayidha sattūpalabbhati.

Yathā hi aṅgasambhārā hoti saddo rato iti,
Evaṃ khandhesu santesu hoti sattoti sammuti3.
いったい何を衆生（を衆生たらしめる原理）と信じているのか、マーラよ、あなたには悪見がある。

（それは）単なる現象（サンカーラ）の集合体にすぎず、衆生（を衆生たらしめる原理）と言えるものは見いだせない。

部品の集まりによって、「車」といった呼称が起こるように、五蘊（の集まり）によって、「衆生」という世間の合意がある。

Dukkhameva hi sambhoti dukkhaṃ tiṭṭhati veti ca,

Nāññatra dukkhā sambhoti nāññatra dukkhā nirujjhatīti.
発生するのは苦である、そこにあるものは苦である、消えるのも苦である。

苦以外のものは発生しておらず、苦以外に消滅するものもない。

これを聞いたマーラは、己を見透かされていることを苦しみ、消滅した。

## 日本語訳
- 『南伝大蔵経・経蔵・相応部経典1』（第12巻） 大蔵出版
- 『パーリ仏典 相応部(サンユッタニカーヤ) 有偈篇II』 片山一良訳 大蔵出版
- 『原始仏典II 相応部経典1』 中村元監修 春秋社
- 『ブッダ悪魔との対話――サンユッタ・ニカーヤ2 』中村元訳 岩波文庫